# Tiny House – Piccole case per vivere in grande
Tiny House  – Piccole case per vivere in grande (Tiny House Nation) è una serie televisiva statunitense che in Italia va in onda su Cielo.
Insieme a John Weisbarth, esperto di soluzioni abitative per spazi davvero minimal, si scoprono le ultime idee di design e di arredo per rendere unica e accogliente anche una casa di soli 15 metri quadri.
La serie va in onda anche su Netflix con il nome Piccole case da sogno.
"Abbiamo svolto molte ricerche sulle tendenze sociali, sia per questi Spettacoli che per la rete in generale", ha affermato Gena McCarthy, vicepresidente senior per la programmazione e lo sviluppo. "E quello che abbiamo scoperto è che, sebbene siano coinvolte tutte le fasce d'età, il Movimento delle microcase è principalmente un movimento sociale creato per i millennials". In altre parole, gli Spettacoli sono inclini a un gruppo demografico più giovane desiderato dall'inserzionista, i cui membri sono interessati a case più piccole per una serie di motivi, principalmente l'accessibilità economica (all'estremità inferiore, 25.000 dollari non è un prezzo insolito) e la responsabilità ambientale (più piccola è la casa, minore è l'emissione di Anidride carbonica).

## Spin-off

### Tiny House World
"FYI è stata la prima rete a mettere in luce Movimento delle microcase e siamo entusiasti di espandere ora il nostro franchise di successo a livello globale", ha affermato Gena McCarthy, Vice Presidente dei programmi di FYI. Ogni episodio di "Tiny House World" presenta un potenziale proprietario di casa che cerca di trovare la mini-casa da sogno ideale in luoghi diversi come Parigi, Francia, Sydney, Australia e Dublino, Irlanda. Con tre case tra cui scegliere, gli acquirenti scopriranno che scegliere il piccolo spazio perfetto, che meglio si adatta al loro budget e ai loro desideri, non è un'impresa facile, anche nei luoghi più esotici ed emozionanti.Di piccola taglia , le case sono spesso grandi per ingegnosità e design. Tuttavia, le sfide per trovare la casa perfetta all'estero incombono tanto quanto qualsiasi caccia immobiliare negli Stati Uniti. Gli spettatori vedono come la tendenza della vita semplice ha preso vigore in altre aree del mondo ed apprendono come culture diverse affrontano le difficoltà di progettazione, i limiti di spazio e altro ancora."